# Związek TAK
Związek TAK (Odrodzenie i Perspektywa Ojczyzny) (lit. Sąjunga TAIP (Tėvynės atgimimas ir perspektyva)) – litewska partia polityczna istniejąca w latach 2012–2014.

## Historia
Ugrupowanie jako ruch polityczny powołał długoletni lider Związku Liberałów i Centrum Artūras Zuokas. Na jego bazie powołał koalicję wyborczą, która wygrała w 2011 wybory samorządowe w Wilnie, co pozwoliło liderowi tej formacji powrócić na urząd mera litewskiej stolicy. W 2011 zapowiedział utworzenie nowej partii politycznej o profilu liberalno-chadeckim, która została ostatecznie zarejestrowana w 2012. W wyborach do Sejmu w tym samym roku Związek TAK wystawił swoją listę, znaleźli się na niej m.in. Artūras Zuokas, pięcioro posłów kończącej się kadencji (w tym żona lidera związku Agnė Zuokienė), strongman Žydrūnas Savickas, koszykarz Darius Maskoliūnas, była eurodeputowana Danutė Budreikaitė, grupa byłych parlamentarzystów (w tym Wasilij Fiodorow). Partia z wynikiem 1,76% nie przekroczyła progu wyborczego, żaden z jej kandydatów nie wszedł do drugiej tury głosowania w okręgach jednomandatowych.
W wyborach do Parlamentu Europejskiego w 2014 działacze TAK kandydowali z list Związku Liberałów i Centrum, koalicja uzyskała 1,48% głosów. W lipcu 2014 obie partie zostały rozwiązane i przekształcone w Litewski Związek Wolności.